# Konstsim vid världsmästerskapen i simsport 2025 – Tekniskt lagprogram
Det tekniska lagprogrammet i konstsim vid världsmästerskapen i simsport 2025 avgjordes mellan den 21 och 22 juli 2025 i World Aquatics Championships Arena i Singapore.

## Resultat
Kvalet startade den 21 juli klockan 10:02. Finalen startade den 22 juli klockan 18:32.
Grön bakgrund betyder att konstsimmarna gick vidare till finalen
| Placering | Nation               | Simmare | Kval     | Kval      | Final            | Final            |
| Placering | Nation               | Simmare | Poäng    | Placering | Poäng            | Placering        |
| --------- | -------------------- | --- | -------- | --------- | ---------------- | ---------------- |
| 1         | Kina                 | Chang Hao Cheng Wentao Dai Shiyi Feng Yu Li Xiuchen Lin Yanjun Xiang Binxuan Xu Huiyan                                                                                         | 306,2460 | 1         | 307,8001         | 1                |
| 2         | Neutrala idrottare B | Anna Andrianova Anastasija Bachtureva Darja Gelosjvili Jekaterina Kossova Jelizaveta Minajeva Evelina Simonova Jelizaveta Smirnova Agnija Tulupova                             | 295,4633 | 2         | 300,6183         | 2                |
| 3         | Spanien              | Cristina Arámbula Txell Ferré Marina García Lilou Lluis Alisa Ozhogina Paula Ramírez Sara Saldaña Iris Tió Mireia Hernández                                                    | 288,4091 | 3         | 294,8575         | 3                |
| 4         | Japan                | Kaho Aitaka Moka Fujii Moe Higa Yuka Kawase Uta Kobayashi Hinata Kumagai Tomoka Sato Nao Shirahase                                                                             | 265,7967 | 6         | 282,4134         | 4                |
| 5         | Italien              | Valentina Bisi Beatrice Esegio Marta Iacoacci Alessia Macchi Sofia Mastroianni Susanna Pedotti Sophie Tabbiani Giulia Vernice                                                  | 278,0758 | 4         | 282,3191         | 5                |
| 6         | USA                  | Ghizal Akbar Anita Alvarez Jaime Czarkowski Nicole Dzurko Jacklyn Luu Emileen Moore Natalia Vega Karen Xue                                                                     | 238,5699 | 12        | 273,6650         | 6                |
| 7         | Ukraina              | Oleksandra Horetska Marija Hrynisjyna Uljana Hrynisjyna Alisa Kulyk Jelyzaveta Lymar Darja Mosjynska Anastasija Sjmonina Marija Zatjepa                                        | 268,9901 | 5         | 273,0525         | 7                |
| 8         | Frankrike            | Laelys Alavez Angeline Bertinelli Jeanne Clair Ambre Esnault Claudia Janvier Romane Lunel Romane Temessek Lou Thuillier                                                        | 249,3725 | 8         | 270,3816         | 8                |
| 9         | Kanada               | Georgia Hock Laurianne Imbeau Raphaelle Plante Kenzie Priddell Alicia Rehel Claire Scheffel Florence Tremblay Olena Verbinska                                                  | 244,3817 | 10        | 266,5116         | 9                |
| 10        | Neutrala idrottare A | Anastasiya Bernat Anastasiya Dabravolskaya Volha Dzemidovich Marharyta Kiryliuk Kseniya Kuliashova Aliaksandra Mironchyk Valeryia Shymanskaya Yana Tratseuskaya                | 255,7183 | 7         | 259,7317         | 10               |
| 11        | Grekland             | Thaleia Dampali Athina Kamarinopoulou Zoi Karangelou Sofia Malkogeorgou Despoina Pentza Sofia Rigakou Vasiliki Thanou Danai Tsaprali                                           | 247,2800 | 9         | 255,4266         | 11               |
| 12        | Israel               | Yogev Dagan Catherine Kunin Alexandra Lerman Lior Makmel Aya Mazor Ariel Nassee Shaya Sar Shalom Nechmad Yaara Sharabi                                                         | 241,8292 | 11        | 245,2975         | 12               |
| 13        | Egypten              | Mariam Ahmed Zeina Amr Salma Marei Sondos Mohamed Maryam Samer Nour Shamala Amina Tarek Nour Tharwat                                                                           | 237,4850 | 13        | Gick inte vidare | Gick inte vidare |
| 14        | Kazakstan            | Dayana Jamanchalova Aigerim Kurmangaliyeva Xeniya Makarova Arina Myasnikova Anna Pavletsova Valeriya Stolbunova Zhaklin Yakimova Zhaniya Zhiyengazy                            | 230,8467 | 14        | Gick inte vidare | Gick inte vidare |
| 15        | Slovakien            | Veronika Ásványiová Michaela Bernáthová Lea Anna Krajčovičová Johana Lajčáková Viktória Reichová Žofia Strapeková Isabella Vilímová Mia Vilímová                               | 229,8708 | 15        | Gick inte vidare | Gick inte vidare |
| 16        | Chile                | Dominga Cerda Dominga Cesped Bárbara Coppelli Soledad García Theodora Garrido Josefa Oravec Chloe Plaut Macarena Vial                                                          | 228,0433 | 16        | Gick inte vidare | Gick inte vidare |
| 17        | Storbritannien       | Katherine Boitsidis Loya Cenkci Jessica Hinxman Holly Hughes Pia Lanham Sophie Rowney Magdalena Townsend Cara Zeidler                                                          | 227,8151 | 17        | Gick inte vidare | Gick inte vidare |
| 18        | Australien           | Natalia Caloiero Amelie Carle Bianca Chira Georgia Courage-Gardiner Margo Joseph-Kuo Pam Kurosawa Cliodhna Ni Cathain Zoe Poulis                                               | 224,8300 | 18        | Gick inte vidare | Gick inte vidare |
| 19        | Nordkorea            | Choe Ra-yon Han Ryu-jong Kang Un-a Kim Hyon-jong Kim Il-sim Pak Hyon-a So Hyon-ju Yun Kyong-ryong                                                                              | 223,2442 | 19        | Gick inte vidare | Gick inte vidare |
| 20        | Brasilien            | Vitória Casale Sara Marinho Ana Beatriz Nunes Marina Postal Celina Rangel Gabriela Regly Hannah Sukman Anna Giulia Veloso                                                      | 219,6482 | 20        | Gick inte vidare | Gick inte vidare |
| 21        | Ungern               | Blanka Barbócz Angelika Bastianelli Nóra Császik Gréta Fehér Titanilla Janku Dorka Kovács Réka Márialigeti Blanka Taksonyi                                                     | 217,8617 | 21        | Gick inte vidare | Gick inte vidare |
| 22        | Thailand             | Kantinan Adisaisiributr Patrawee Chayawararak Nannapat Duangprasert Kanyanatt Kaewvisit Pongpimporn Pongsuwan Getsarin Sawangarom Supitchaya Songpan Voranan Toomchay          | 204,3100 | 22        | Gick inte vidare | Gick inte vidare |
| 23        | Singapore            | Yvette Ann Chong Kiera Lee Rae-Ann Ong Debbie Soh Caitlyn Anne Tan Claire Tan Rachel Thean Rhea Thean                                                                          | 200,6333 | 23        | Gick inte vidare | Gick inte vidare |
| 24        | Hongkong             | Ka Wing Katherine Chu Sze Ching Hung Hiu Yin Lai Azland Chi Yeung Lam Chi Yin Lee Wing Ka Wong Zi Hua Yang Meyako Zhao                                                         | 177,0934 | 24        | Gick inte vidare | Gick inte vidare |
| 25        | Sydafrika            | Tori Buitendag Chloe Dundas-Starr Leah Howell Aneesah Lindoor Aurelia Pretorius Tayla-Jade Van Huyssteen Casey Williams Sarah Williams                                         | 139,1717 | 25        | Gick inte vidare | Gick inte vidare |
| 26        | Indonesien           | Mutiara Nur Azisah Amandha Mutiara Putri Auliya Mustika Putri Rani Asriani Rahman Rasya Annisa Rahman Khansa Fathiyyah Zahrani Saman Nurfa Nurul Utami Nawrah Qanitah Zhafirah | 136,4583 | 26        | Gick inte vidare | Gick inte vidare |